# Man kan inte säga allt
Man kan inte säga allt är en bok av Peter Pohl, utgiven 1999.
Boken handlar om den femtonåriga Fredrik som bor tillsammans med sin mamma och sin tolvåriga syster Sussy. Mamman jobbar på en restaurang på kvällarna och då får syskonen klara sig själva. En sen kväll sitter Fredrik och väntar på att systern skall komma hem och äta och tiden går. Han går ner till lekplatsen där Sussy och hennes vänner brukar sitta. När han kommer dit får han veta något som förändrar hans liv: Sussy har blivit mördad. Resten av boken handlar om hur Fredrik tar sig vidare i livet, om hans funderingar och försök att ta reda på vad som verkligen hände Sussy. Berättelsen är både spännande och skrämmande.